# Киньябулатов, Ирек Лутфиевич
Ире́к Лутфи́евич Киньябула́тов (15 июля 1938 года — 2 июня 2016 года) — башкирский поэт и прозаик. Лауреат Государственной премии РБ им. Салавата Юлаева.

## Биография
Родился в деревне Абдуллино Кармаскалинского района Башкирской АССР.
В 1957 году после окончания средней школы служил на Черноморском флоте. За безупречную службу и военкоровскую деятельность награжден Почетными грамотами ЦК ВЛКСМ и ЦК ЛКСМ Грузии.
В 1966 году окончил филологический факультет Башкирского государственного университета. Тогда же начал писать стихи.
Работал специальным корреспондентом редакции газеты «Совет Башкортостаны», литературным сотрудником республиканских газет и журналов, редактором в книжном издательстве, директором Бюро пропаганды Союза писателей Башкирской АССР.
Первый сборник стихов поэта «Полевая дорожка» вышел в 1970 году. Главная тема творчества — отголоски войны, изобличение вражды («Уличные мелодии», «Разлет», «Кровь сердца», «Белые дожди»), Родина.
Автор книг «Утро любви», «На Аргамаке», «Я башкир», «Книга жизни» (2013) и других. Был членом Союза писателей СССР и Башкортостана. Избирался членом правления Союза писателей Республики Башкортостан, членом редколлегии журнала «Тамаша».
...«Мой край родной, здесь на седом Урале
Вершиной дружбы ты средь гор восстал,
Рукопожатьем братства крепче стали
Со всей Россией скреплен Башкортостан!

## Награды и премии
Заслуженный работник культуры РБ, лауреат литературных премий: имени Рами Гарипова, Сергея Чекмарёва, Фатиха Карима, Мажита Гафури, Зайнаб Биишевой.
Лауреат Государственной премии Башкортостана им. Салавата Юлаева за книгу «Замана тауышы» («Голос времени»).